# Kazanka (huyện)
Huyện Kazanka (tiếng Ukraina: Казанківський район, chuyển tự: Kazankas'kyi raion) là một huyện của tỉnh Mykolaiv thuộc Ukraina. Huyện Kazanka có diện tích 1349 kilômét vuông, dân số theo điều tra dân số ngày 5 tháng 12 năm 2001 là 24745 người với mật độ 18 người/km2. Trung tâm huyện nằm ở Kazanka.